# Hvidbrystet rørhøne
Hvidbrystet rørhøne (Amaurornis phoenicurus) er en tranefugl, der lever i det sydlige og østlige Asien.